# Jean-Claude Risset
Jean-Claude Risset (Le Puy-en-Velay, Alto Loira, 13 de marzo de 1938-Marsella, Bocas del Ródano, Provence-Alpes-Côte d'Azur, 21 de noviembre de 2016) fue un compositor francés, uno de los pioneros europeos de la aplicación de la informática a la música. Está considerado uno de los mayores compositores de música electrónica. Su influencia fue decisiva en la creación musical del siglo XX, especialmente en las décadas de 1970 y de 1980. Risset poseía formación científica y musical y esto le permitió ser el primer compositor francés en utilizar la voz humana como sonido sintético en un ordenador. Gracias a su impulso, se empezaron a utilizar en Francia computadoras en la composición musical. Lo hizo promoviendo su uso en instituciones como el IRCAM y las universidades de Orsay (París) y de Marsella (Facultad de Ciencias de Luminy). 

## Estudios
En 1961, tras terminar sus estudios científicos en la Escuela Normal Superior de París, permaneció en ese centro como profesor agregado de física. Prosiguió sus investigaciones en la Facultad de Ciencias de Orsay, bajo la dirección del profesor Pierre Grivet. Al mismo tiempo, cursaba estudios musicales en el Conservatorio Nacional Superior de París, donde recibió clases de piano de Robert Trimaille y Huguette Goullon, de escritura musical de Suzanne Demarquez y de composición (armonía y contrapunto) de André Jolivet. En 1963, ganó el primer premio del concurso de piano de la UFAM (Union Française des Artistes Musiciens).
Estrenó una composición suya, el Preludio para orquesta, en la Casa de la Radio; en la misma ocasión, junto a otras obras juveniles, tocó Instantanés pour piano (1965). 
En mayo de 1967 Risset obtuvo el doctorado en Ciencias en el Instituto de Electrónica Fundamental de la Facultad de Ciencias de Orsay, bajo la dirección de Pierre Grivet. Su tesis doctoral trata sobre el análisis, la síntesis sonora y la acústica musical. Investigó la complejidad y diversidad de mecanismos que participan en la audición y estudió los límites y las insuficiencias de los modelos entonces en vigor para explicarla. Aplicó sus conocimientos sobre el timbre a la informática musical, donde, haciendo uso de las posibilidades de las nuevas tecnologías, experimentó con la conversión del sonido físico en música. Con su trabajo puso las bases de la informática musical.
Entre 1975 y 1979, Jean-Claude Risset participó junto a Pierre Boulez en la puesta en marcha del IRCAM, donde dirigió el departamento de Informática y pudo seguir desarrollando sus investigaciones.
Entre 1979 y 1985 fue profesor en la Universidad de Aix-Marsella. Presidió la sesión de Artes del Consejo Superior de Universidades (1984-1985). A partir de 1985, fue nombrado director de investigación en el Centre National de la Recherche Scientifique (CNRS) en el Laboratorio de Mecánica y Electroacústica del CNRS en Marsella. Fue nombrado también responsable del DEA (Acústica, tratamiento de señal e informática aplicadas a la música), institución que aúna a varias universidades y al IRCAM. En 1999 recibió la medalla de oro del CNRS.